# Lostorf
Lostorf – miejscowość i gmina w Szwajcarii, w kantonie Solura, w jednostce administracyjnej (Amtei) Olten-Gösgen, w okręgu Gösgen.
Gmina została po raz pierwszy wspomniana w dokumentach pomiędzy 1145 i 1153 rokiem jako de Loztorf.

## Demografia
W Lostorfie mieszka 4 409 osób. W 2021 roku 11,4% populacji gminy stanowiły osoby urodzone poza Szwajcarią.
W 2000 roku 94,6% populacji mówiło w języku niemieckim, 1,2% w języku włoskim, a 0,6% populacji w języku serbsko-chorwackim. Jedna osoba w gminie mówiła w języku romansz.
Zmiany w liczbie ludności na przestrzeni lat przedstawia poniższy wykres:

## Współpraca
Miejscowość partnerska:
- Rielasingen-Worblingen, Niemcy